# Erazm Augustyniak
Erazm Augustyniak – polski rolnik, „Sprawiedliwy wśród Narodów Świata”. 

## Życiorys
W trakcie II wojny światowej Erazm Augustyniak mieszkał wraz z żoną Kazimierą we wsi Nowe Mursy na terenie ówczesnego dystryktu warszawskiego (dzisiaj województwo mazowieckie). Był ojcem Janiny, Heleny i Stanisławy. Wraz z całą swoją rodziną wziął na siebie trud ukrycia żydowskiej rodziny Natana i Rivki Rozenbaumów wraz z trójką dzieci. Ukrywał ich w swojej oborze.
Rodzina Rozenbaumów trafiła do Erazma w styczniu 1943 r., po swojej ucieczce z getta w Kosowie Lackim. Augustyniak, który przed wojną pracował w młynie należącym właśnie do Rozenbaumów, nie zastanawiał się długo i podjął decyzję udzielenia wsparcia swoim znajomym. Oprócz schronienia zapewniał im pożywienie, które opłacał ze swojej niewielkiej pensji. Kilkukrotnie Niemcy byli bliscy wykrycia kryjówki, za każdym razem Erazmowi udało się zwieść okupantów. W ten sposób ukrywał rodzinę Rozenbaumów aż do zajęcia Nowych Mursów przez Armię Czerwoną w lipcu 1944 roku.
10 września 1974 r. Instytut Jad Waszem uhonorował Erazma Augustyniaka wraz z małżonką medalem „Sprawiedliwy wśród Narodów Świata”.